# エリオット・ソープ
エリオット・レイモンド・ソープ（英語: Elliott Raymond Thorpe、1897年12月26日 - 1989年6月27日）は、アメリカ陸軍の軍人。
ジャワ島に駐在していた1941年12月初め、オランダ軍将校から日本軍による真珠湾攻撃計画の情報を得て、ただちにこれをワシントンに送信したが、この警告が真剣に受け止められることはなかった。
1942年から、南西太平洋軍総司令部 (GHQ/SWPA）および太平洋陸軍総司令部（GHQ/AFPAC）で対敵諜報部隊（CIC）長を務めた。
1945年10月、初代の連合国軍最高司令官総司令部（GHQ/SCAP）民間諜報局（Civil Intelligence Section, CIS）長に就任。
1946年、アメリカ本国に帰国。

## A級戦犯容疑者リストの作成
連合国軍最高司令官ダグラス・マッカーサー
の命を受け、1945年9月9日、40人近い日本の戦争犯罪人（A級戦犯）の一覧表をとりまとめた。リストの実作成は1936年から1941年まで在日米国大使館の公使を務めたジョン・エマーソンが担当した。まず東條内閣の閣僚がリストに上がり、追加指名の参考資料として『日本紳士録』が使用された。